# La Flotte perdue
La Flotte perdue (titre original : The Lost Fleet) est une série littéraire (cycle) de science-fiction militaire écrite par John G. Hemry sous le pseudonyme de Jack Campbell.
La série a pour cadre une guerre interstellaire entre deux nations intergalactiques humaines différentes, l'Alliance et les Syndics. Le capitaine John « Black Jack » Geary, héros de l’Alliance, perdu dans l’espace et miraculeusement retrouvé, se retrouve à la tête de la Flotte de l’Alliance après une grave défaite en territoire syndic et va s’efforcer de ramener celle-ci à bon port.

## Œuvres

### SérieLa Flotte perdue
1. Indomptable, L'Atalante, coll. « La Dentelle du cygne », 2008 ((en) Dauntless, 2006)  (ISBN 978-2841724062)
2. Téméraire, L'Atalante, coll. « La Dentelle du cygne », 2008 ((en) Fearless, 2007)  (ISBN 978-2841724444)
3. Courageux, L'Atalante, coll. « La Dentelle du cygne », 2009 ((en) Courageous, 2007)  (ISBN 978-2841724659)
4. Vaillant, L'Atalante, coll. « La Dentelle du cygne », 2009 ((en) Valiant, 2008)  (ISBN 978-2841724789)
5. Acharné, L'Atalante, coll. « La Dentelle du cygne », 2010 ((en) Relentless, 2009)  (ISBN 978-2841724901)
6. Victorieux, L'Atalante, coll. « La Dentelle du cygne », 2010 ((en) Victorious, 2010)  (ISBN 978-2841725106)

### SériePar-delà la frontière
1. Intrépide, L'Atalante, coll. « La Dentelle du cygne », 2012 ((en) Dreadnaught, 2011)  (ISBN 978-2841725830)
2. Invulnérable, L'Atalante, coll. « La Dentelle du cygne », 2012 ((en) Invincible, 2012)  (ISBN 978-2841726172)
3. Gardien, L'Atalante, coll. « La Dentelle du cygne », 2014 ((en) Guardian, 2013)  (ISBN 978-2841726660)
4. Inébranlable, L'Atalante, coll. « La Dentelle du cygne », 2014 ((en) Steadfast, 2014)  (ISBN 978-2841726868)
5. Léviathan, L'Atalante, coll. « La Dentelle du cygne », 2016 ((en) Leviathan, 2015)  (ISBN 978-2841727452)

### SérieÉtoiles perdues
1. L'Honneur terni, L'Atalante, coll. « La Dentelle du cygne », 2013 ((en) Tarnished Knight, 2012)  (ISBN 978-2841726325)
2. Bouclier périlleux, L'Atalante, coll. « La Dentelle du cygne », 2014 ((en) Perilous Shield, 2013)  (ISBN 978-2841726790)
3. Glaive imparfait, L'Atalante, coll. « La Dentelle du cygne », 2015 ((en) Imperfect Sword, 2014)  (ISBN 978-2841727179)
4. Lance brisée, L'Atalante, coll. « La Dentelle du cygne », 2017 ((en) Shattered Spear, 2016)  (ISBN 978-2841727940)

### SérieLa Genèse de la flotte
1. Avant-garde, L'Atalante, coll. « La Dentelle du cygne », 2018 ((en) Vanguard, 2017)  (ISBN 978-2841728589)
2. Ascendant, L'Atalante, coll. « La Dentelle du cygne », 2018 ((en) Ascendant, 2018)  (ISBN 978-2-84172-881-7)
3. Triomphant, L'Atalante, coll. « La Dentelle du cygne », 2021 ((en) Triumphant, 2019)  (ISBN 979-10-360-0094-2)

### SérieOutlands
1. (en) Boundless, 2021
2. (en) Resolute, 2022
3. (en) Implacable, 2023

### BDThe Lost Fleet: Corsair
1. The Lost Fleet : Corsair, Volume 1, 2017
2. The Lost Fleet : Corsair, Volume 2, 2017
3. The Lost Fleet : Corsair, Volume 3, 2017
4. The Lost Fleet : Corsair, Volume 4, 2017
5. The Lost Fleet : Corsair, Volume 5, 2017

Écrite par Jack Campbell, dessiné par Andre Siregar. Elle est sortie en cinq tome entre juin 2017 et janvier 2018.
Elle se concentre sur le personnage de Michael Geary, l’arrière petit-neveu du personnage principal de La Flotte perdue, Par-delà la Frontière et Outlands.